# 星博士
星博士（ほしはかせ）は、奈良県五條市のシンボルキャラクター。

## 変遷
- 旧五條市が旧西吉野村、旧大塔村と合併し、それぞれのマスコットキャラクターがそのまま、新五條市のマスコットキャラクターとなる。
- そのため、カッキーと星博士はゴーちゃんと兄弟的な存在である。

## 歌
- 現在、「GOGO五條のゴーカスター」というCDが販売されている。
- これは、ゴーちゃん、カッキー、星博士の3つのキャラクターの歌である。